# Westbury (Buckinghamshire)
Pour les articles homonymes, voir Westbury.
Westbury est une paroisse civile et un village du Buckinghamshire, en Angleterre.